# Barton Seagrave Hall

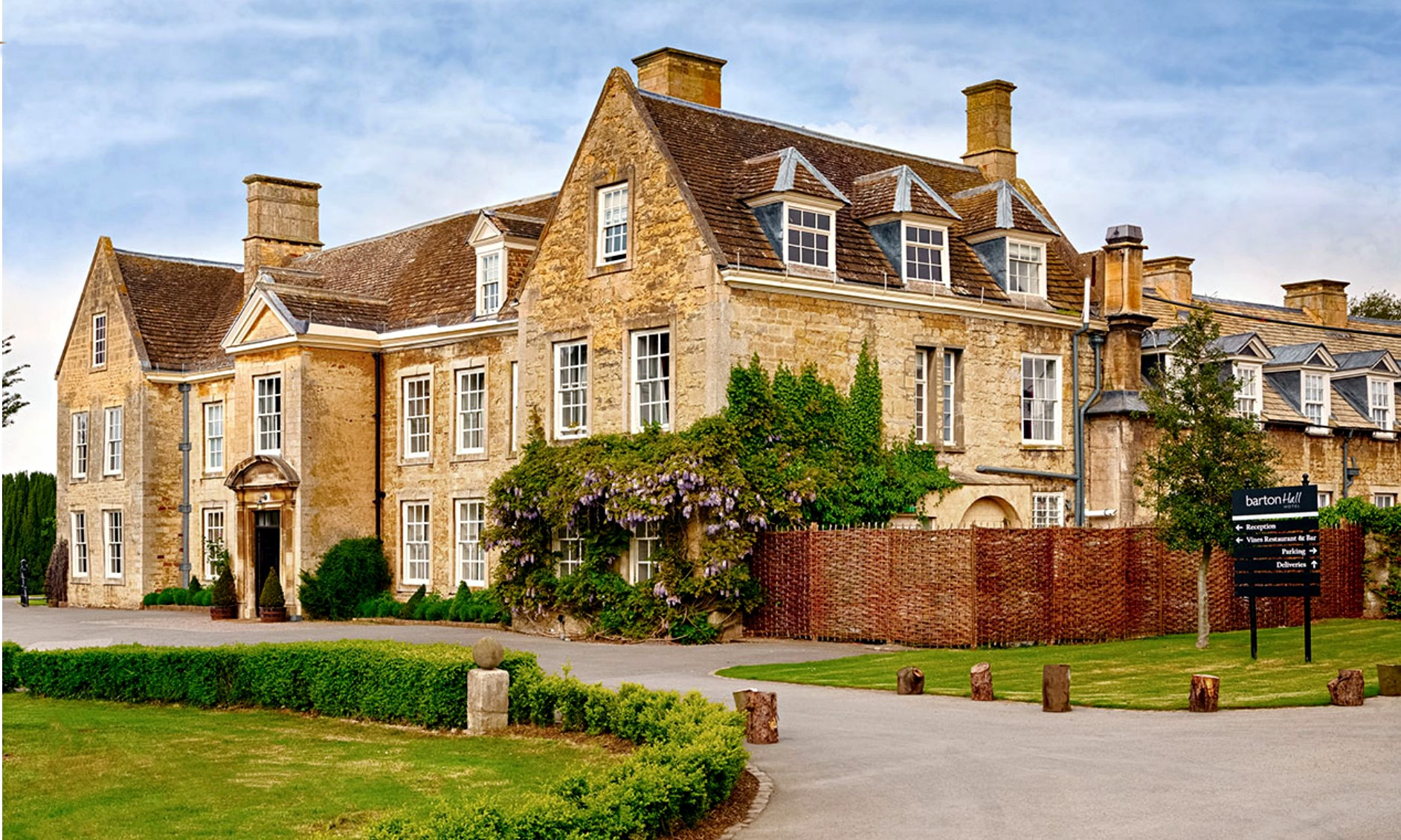
Barton Seagrave Hall (2020)

Barton Seagrave Hall ist ein Herrenhaus im Dorf Barton Seagrave  bei Kettering in der englischen Grafschaft Northamptonshire.

## Geschichte
Barton Seagrave Hall ließ ursprünglich 1550 die Familie Humphrey errichten. 1665 kaufte sie John Bridges (1642–1712) aus Warwickshire, Sohn des Parlamentsabgeordneten Major Bridges aus Alcester. John Bridges war 1675 Sheriff of Northampton. Nach seinem Tod erbte sein Sohn, John Bridges (1666–1742) das Haus. Er war Altertumsforscher und Fellow of the Royal Society. Dann fiel das Haus an seinen Bruder, William Bridges (1668–1741), der die Renovierungen, die sein Vater begonnen hatte, fortsetzen ließ. Das Jahr 1725 ist an den Regenwasserausläufen zu lesen. Aber William verschuldete sich und war 1733 gezwungen, das Haus zu verpfänden.
Später im 18. Jahrhundert gehörte das Haus der Familie Wilcox und dann Richard Tibbits, dessen Sohn für die weitere Modernisierung des Hauses verantwortlich war. Lady Mary Isabella Hood-Tibbits lebte viele Jahre lang in dem Herrenhaus, bis zu ihrem Tod 1904.
Danach wurde das Haus an Charles Wickstead verkauft. Er ließ den Wickstead Park um das Haus anlagen. Nach seinem Tod fielen Haus und Park an den Wickstead Village Trust.
Das Haus war dann eine Zeitlang ein Hotel und dann ein Pflegeheim. Eine Zeitlang war der NHS im Erdgeschoss untergebracht, dann zog ein Kunstzentrum ein. Im ersten Obergeschoss und in den Stallungen waren Künstler und Designer untergebracht. Heute beherbergt das Herrenhaus ein Weinlokal und das Barton Hall Hotel. Das Haus ist auch für Hochzeitsfeiern und andere Veranstaltungen zu mieten.

## Konstruktion
Barton Seagrave Hall hat zwei Stockwerke, ist aus Kalkstein gebaut und mit Colweston-Schiefer eingedeckt. Die Hauptfassade zeigt nach Süden und hat hervorstehende Endjoche mit einfachen Giebeln sowie eine Vorhalle mit Mittelgiebel und klassischem Eingang. Der Ostflügel mit seinen kleinen Räumen scheint älter zu sein als der Rest des Hauses. Die Orangerie ist von English Heritage als historisches Gebäude I. Grades gelistet.